# Terje Hanssen
Terje Ludvik Hanssen (Kabelvåg, 20 de septiembre de 1948) es un deportista noruego que compitió en biatlón. Ganó una medalla de bronce en el Campeonato Mundial de Biatlón de 1974, en la prueba por relevos.
Participó en los Juegos Olímpicos de Innsbruck 1976, ocupando el quinto lugar en la prueba por relevos.

## Palmarés internacional
| Campeonato Mundial | Campeonato Mundial | Campeonato Mundial | Campeonato Mundial |
| Año                | Lugar              | Medalla            | Prueba             |
| ------------------ | ------------------ | ------------------ | ------------------ |
| 1974               | Minsk (URSS)       | Medalla de bronce  | Relevos            |